# مشیه (روستا)
 منشیه  به عربی ( الَمنشیة  )، روستایی است در در عزلهٔ (جهران)، در ناحیهٔ (النشی زهیر)، از توابع استان ذَمار در کشور یمن در شبه جزیره عربستان.

## جمعیت
جمعیت آن (۵۸۸) نفر (۱۵ خانوار) می‌باشد.